# Egas Fafes
Egas Fafes de Lanhoso ou simplesmente Egas Fafes (? - Montpellier, 1268) foi um prelado português.

## Biografia
D. Egas Fafes de Lanhoso era filho de D. Fáfila Godins de Lanhoso, 6.° Senhor de Lanhoso, e de sua mulher Sancha Giraldes Cabrom.
Cónego da Sé de Braga em 1227.
12.º Bispo de Coimbra de 1247/1248 até 1267 e 11.º Arcebispo de Santiago de Compostela (1267 - 1268), tendo falecido sem tomar posse.
De Maria Viegas de Regalados teve: 
- Maior Viegas casada com Vicente Alves Curutelo, filho de Martim Simões Curutelo e neto de Simão Nunes Curutelo